# Diocesi di Fena
La diocesi di Fena (in latino Dioecesis Phaenesiensis) è una sede soppressa del patriarcato di Antiochia e una sede titolare della Chiesa cattolica.

## Storia
Fena (Phaena), identificabile con Al-Masmiyah in Siria, è un'antica sede episcopale della provincia romana d'Arabia nella diocesi civile d'Oriente. Faceva parte del patriarcato di Antiochia ed era suffraganea dell'arcidiocesi di Bosra.
La sede non è menzionata né da Le Quien né da Gams, che conoscono solo la sede di Phaenus nella provincia della Palestina Terza. La diocesi non appare nemmeno nell'unica Notitia episcopatuum nota del patriarcato di Antiochia. È stato ipotizzato che Fena sia il nome antico di Costanza, che fu sede di una diocesi attestata nella Notitia antiochena; ma questa ipotesi resta incerta, poiché Costanza è identificata con un'altra località.
Al concilio di Calcedonia nel 451 il metropolita Costantino firmò gli atti conciliari anche per Malco, vescovo πόλεως Αίνου (poleos Ainou), che alcuni autori identificano con Fena.
Dal 1933 Fena è annoverata tra le sedi vescovili titolari della Chiesa cattolica; la sede è vacante dal 12 luglio 2019.

## Cronotassi

### Vescovi greci
- Malco † (menzionato nel 451)

### Vescovi titolari
- Charles Massé † (27 luglio 1938 - 8 maggio 1969 deceduto)
- Youhanna Jihad Battah (1º marzo 2011 - 12 luglio 2019 nominato arcieparca di Damasco dei Siri)